# Conteneur bureau

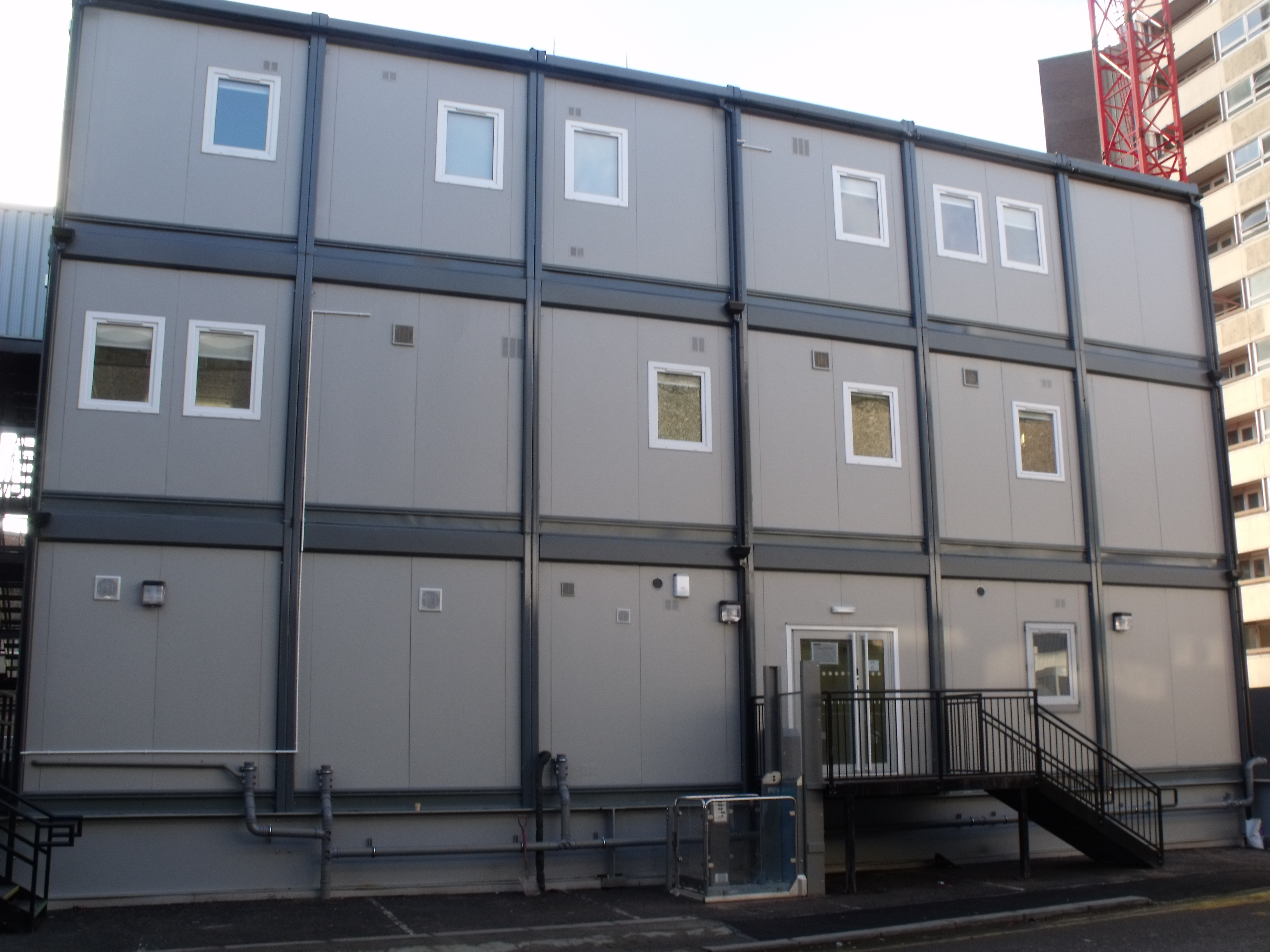
Des containeurs bureau à Birmingham.

Les conteneurs bureaux sont dérivés des conteneurs aux normes ISO et correspondent à ces types de conteneurs du point de vue forme et dimensions. Ils sont entièrement isolés et prêts à l'installation. En général, les conteneurs individuels (appelés aussi bungalows) sont fabriqués à partir de panneaux, qui permettent un agencement flexible des portes et des fenêtres. De plus, les bungalows individuels peuvent être assemblés pour créer de grandes pièces.
Les conteneurs bureaux sont livrés avec différentes variantes et différents équipements. Ceux-ci varient selon l'utilisation :
- Chantiers / bureaux de chantier (Baraque (construction))
- Hébergements / habitations et dortoirs
- Écoles / classes
- Bureaux
- Interventions humanitaires
- Événements

Fournisseurs importants :
- Containex
- MOS Bâtiment